# Улица Карбышева (Санкт-Петербург)
Улица Ка́рбышева — улица в Выборгском районе Санкт-Петербурга. Проходит от 1-го Муринского проспекта до площади Мужества. На всём протяжении имеет одностороннее автомобильное движение (направление от площади Мужества).

## История
С XIX века известна Малая Спасская улица, название которой установилось от Спасской мызы, существовавшей тогда в северо-восточной части Выборгской стороны. Малая Спасская улица имела непосредственное пересечение со 2-м Муринским и Старо-Парголовским проспектами и переходила в Большую Спасскую улицу. В 1960-е годы несколько домов в конце улицы были снесены при формировании ансамбля площади Мужества.
15 мая 1965 года улица получила нынешнее имя в честь советского военачальника, Героя Советского Союза Генерал-лейтенанта инженерных войск Д. М. Карбышева (1880—1945), зверски убитого в плену 18 февраля 1945 года в концлагере Маутхаузен.

## Трассировка

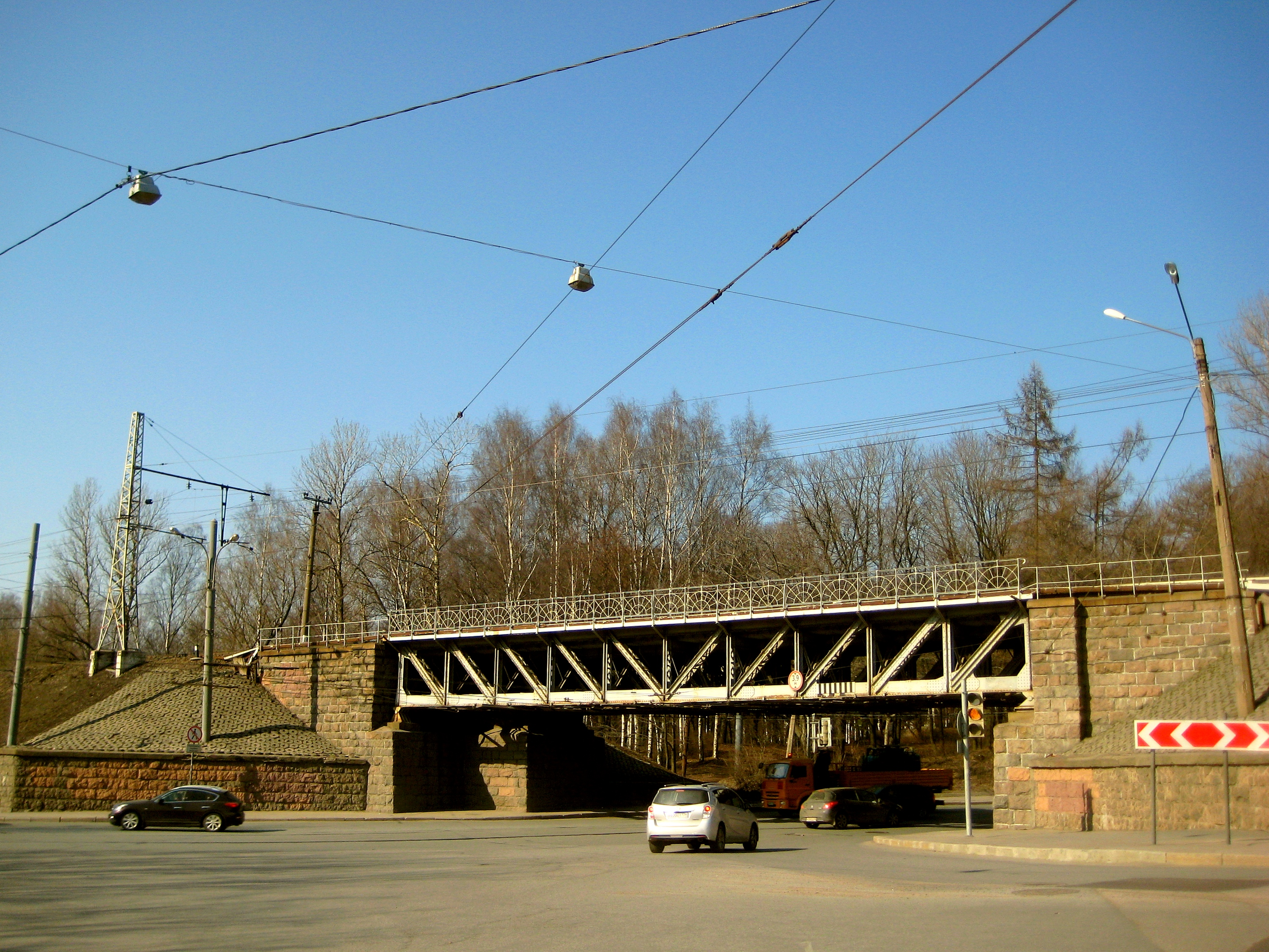
Железнодорожный путепровод на стыке улицы Карбышева с 1-м Муринским проспектом

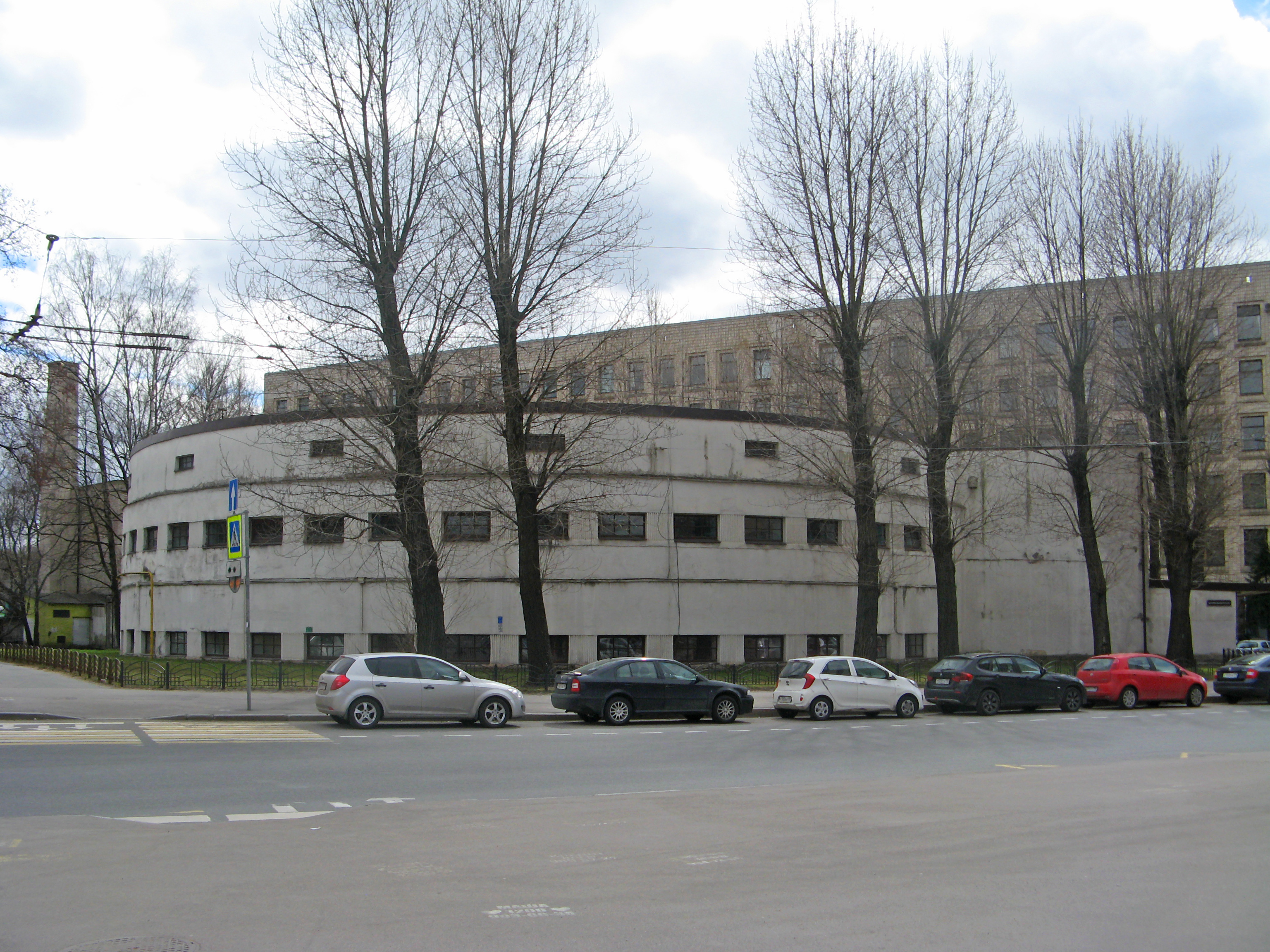
«Круглые бани»

- улица начинается от 1-го Муринского проспекта у железнодорожного путепровода соединительной ветки Финляндской железной дороги и идёт на северо-восток вдоль парка Лесотехнической академии
- пересекает Новороссийскую улицу
- проходит между четырьмя жилыми 9-этажными домами № 4, 6, 8, 10 и зданиями института промышленного менеджмента, экономики и торговли СПбПУ и ФГУП НПО «Аврора»
- упирается в площадь Мужества.

## Достопримечательности
- дом 7 — Главная геофизическая обсерватория им. А. И. Воейкова. В здании работает Метеорологический музей;
- дом 15 — АО «НПО «Аврора»;
- дом 29а — «Круглые бани» в Лесном, построенные в 1927—1930 годах про проекту архитектурной мастерской Александра Никольского (МАН) — архитекторы А. С. Никольский, Н. Ф. Демков, В. М. Гальперин, А. В. Крестинин[2] —  памятник архитектуры (региональный).

## Транспорт
- Метрополитен — станция «Площадь Мужества»;
- Автобусный маршрут № 251 — на протяжении всей улицы;
- Троллейбусный маршрут № 6 — от площади Мужества до Новороссийской улицы.